# Antoine Emmanuel Nsaku Ne Vunda
 (décembre 2020).

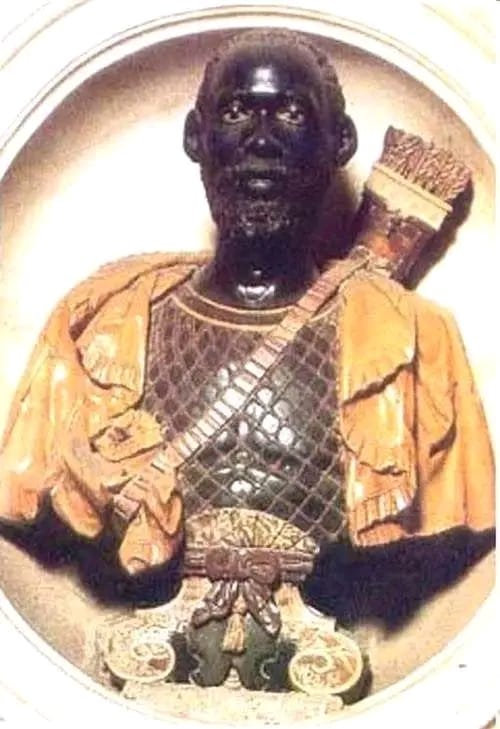
Buste de Sanka Ne Vunda.

Antoine Emmanuel Nsaku Ne Vunda nommé également en portugais Antonio Manuele Nsaku Ne Vunda, ou Antonio Emmanuele Funta, également connu sous le nom de Sanka Ne Vunda, (mort à Rome en 1608), est un ambassadeur du royaume du Kongo, envoyé par le roi Alvare II au pape Paul V en 1604.
Il est connu pour avoir été l'un des premiers Africains envoyés en mission diplomatique auprès du Saint-Siège. Aujourd'hui, Sanka Ne Vunda est reconnu comme une figure historique précoce de la diplomatie africaine et un symbole des premiers efforts pour lutter contre la traite transatlantique.

## Ambassade
Le royaume du Kongo était à l'époque, alors sous tutelle portugaise et, afin de s'opposer à la traite des esclaves, tenta alors de se rapprocher du catholicisme en envoyant un ambassadeur à Rome. Le roi Álvaro II choisit son cousin, Antonio Manuel Nsaku, marquis de Ne Vunda, le nom Nsaku indiquant l'appartenance à un clan du peuple kongo. 
Afin d'empêcher l'établissement de relations directes entre le Vatican et le Kongo, le Portugal exigea que cet ambassadeur fasse un long détour avant de rejoindre Rome.
Pendant son voyage du Royaume du Kongo via le Brésil, Ne Vunda est agressé par des pirates, mais il réussit à s'échapper et à rejoindre Lisbonne puis Madrid, d'où trois ans plus tard il réussit à gagner Rome, en 1608.
Sa santé étant très altérée du fait des vicissitudes de son voyage, dès son arrivée à Rome le Pape Paul V se rendit à son chevet et ordonna de lui prodiguer tous les soins nécessaires. Cependant, il meurt peu après le 6 janvier 1608. Il est alors enseveli dans la basilique Sainte-Marie-Majeure.

## Représentations historiques
À la demande du souverain pontife, le sculpteur Stefano Maderno réalise un buste en marbre noir de l'ambassadeur auquel collabore également l'artiste Francesco Caporale. Un portrait d'Emmanuel Ne Vunda est également visible dans la « Sala dei Corazzieri », au palais du Quirinal à Rome, à côté du portait de 1615 de l'ambassadeur du Japon Hasekura Tsunenaga.
Une fresque de Giovanni Battista Ricci, réalisée vers 1610 et exposée à la chapelle Paolina, représente le Pape au chevet d’ Antonio Manuel.
En 2018, l'écrivain congolais Wilfried N'Sondé imagine le périple de l'ambassadeur kongo dans le roman "Un Océan, deux mers, trois continents", publié chez Actes Sud.